# شيلي سوليفان
شيلي سوليفان (بالإنجليزية: Shelley Barrett)‏ هي رائدة أعمال أسترالية، ولدت في 13 يوليو 1973 في سيدني في أستراليا.